# Национальная партия Суринама
Национальная партия Суринама (сокр. НПС; нидерл. Nationale Partij Suriname, NPS) — политическая партия в Суринаме. Лидер партии — Грегори Русланд. Исторически более популярна среди афросуринамцев и лиц смешанного расового происхождения.

## История
Национальная партия Суринама была основана 29 сентября 1946 года. С 1963 года главой партии был Хенк Аррон, который с 24 декабря 1973 до 25 февраля 1990 года был премьер-министром Суринама.
После Аррона главой партии был Рональд Венетиана, который с 16 сентября 1991 по 15 сентября 1996 года и с 12 августа 2000 по 12 августа 2010 года был президентом Суринама.
На парламентских выборах 2005 года Национальная партия Суринама входила в состав Нового фронта за демократию и развитие, который получил 41,2 % голосов избирателей и 23 из 51 мест в Национальная ассамблея Суринама.
В июне 2012 года Рональд Венетиана покинул пост главы партии. На выборах преемника победу одержал Грегори Русланд.